# Lubomír Šrámek
Lubomír Šrámek (* 9. února 1957) je bývalý československý fotbalista, obránce.

## Fotbalová kariéra
Hrál za Baník Ostrava, DAC Dunajská Streda a Slávii Praha. S Baníkem Ostrava získal v letech 1980 a 1981 dvakrát ligový titul. V lize odehrál 207 utkání a dal 1 gól. V evropských pohárech nastoupil ke 20 utkáním (v PMEZ 8 utkání, v PVP 4 utkání a v Poháru UEFA 8 utkání). Za reprezentační B-tým nastoupil k 1 utkání a za olympijský výběr ke 2 utkáním.

### Prvoligová bilance
| Ročník          | Zápasy | Góly | Minuty | Klub                                 |
| --------------- | ------ | ---- | ------ | ------------------------------------ |
| I. liga 1978/79 | 10     | 0    | –      | TJ Baník OKD Ostrava                 |
| I. liga 1979/80 | 29     | 0    | –      | TJ Baník OKD Ostrava                 |
| I. liga 1980/81 | 26     | 0    | –      | TJ Baník OKD Ostrava                 |
| I. liga 1981/82 | 19     | 0    | –      | TJ Baník OKD Ostrava                 |
| I. liga 1982/83 | 21     | 0    | –      | TJ Baník OKD Ostrava                 |
| I. liga 1983/84 | 22     | 0    | –      | TJ Baník OKD Ostrava                 |
| I. liga 1984/85 | 14     | 0    | –      | TJ Baník OKD Ostrava                 |
| I. liga 1985/86 | 30     | 1    | –      | TJ DAC Poľnohospodár Dunajská Streda |
| I. liga 1986/87 | 25     | 0    | –      | TJ DAC Poľnohospodár Dunajská Streda |
| I. liga 1987/88 | 9      | 0    | –      | TJ DAC Poľnohospodár Dunajská Streda |
| I. liga 1987/88 | 2      | 0    | –      | SK Slavia IPS Praha                  |
| CELKEM I. LIGA  | 207    | 1    | –      |                                      |